# Feux de route

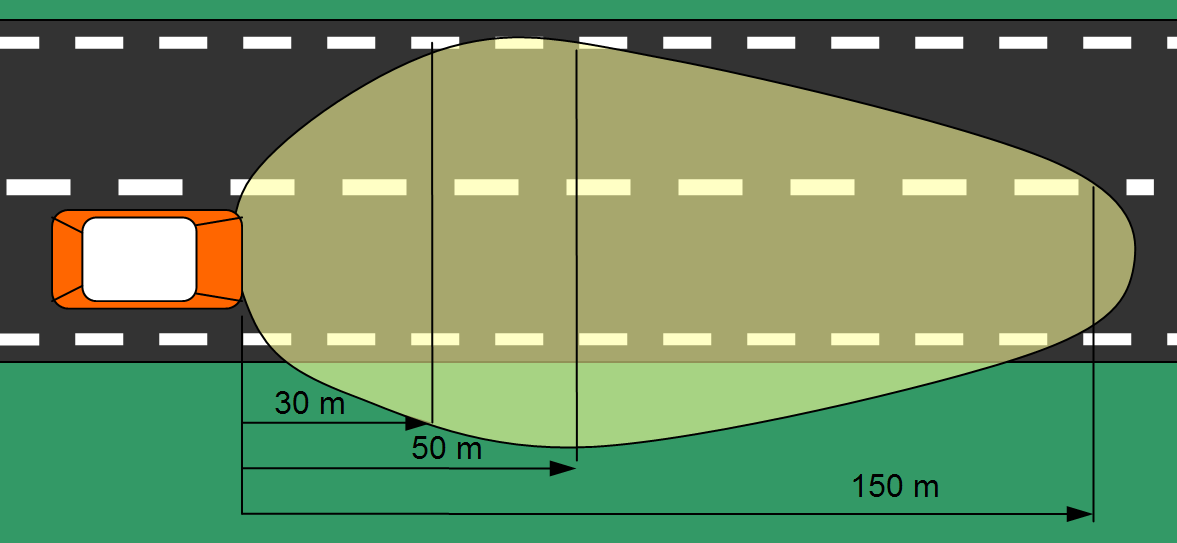
Allure du faisceau des phares en position « route ».

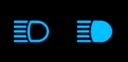
Pictogrammes s'affichant sur le tableau de bord.

Les feux de route (appelés communément « plein-phares » ou au Québec « hautes ») sont des dispositifs d'éclairage utilisés sur les véhicules automobiles, permettant à ces véhicules de circuler la nuit ou en cas de luminosité très faible. Ces dispositifs permettent d'éclairer la route devant le véhicule le plus loin possible. Ils sont complémentaires des feux de croisement. Les deux termes désignent alors deux modes de fonctionnement des phares.

## France
En France, le code de la route impose aux conducteurs de substituer les feux de croisement aux feux de route afin de ne pas éblouir d'autres usagers, quand ils s'apprêtent à croiser un véhicule venant en sens inverse et lorsqu'ils suivent un autre véhicule à faible distance (sauf lors d'une manœuvre de dépassement). De plus, il est précisé que « la substitution des feux de croisement aux feux de route doit se faire suffisamment à l'avance pour ne pas gêner la progression des autres usagers ».
La règlementation française impose que les feux de route éclairent au moins jusqu'à cent mètres de distance. Ils doivent être au nombre de deux ou quatre sur les véhicules de plus d'1,30 mètre de largeur. Elle autorise l'emploi de lampes d'une puissance maximale de 60 watts par dispositif d'éclairage.[réf. nécessaire]